# Araioses (kommun)
Araioses är en kommun i Brasilien.   Den ligger i delstaten Maranhão, i den nordöstra delen av landet, 1 600 km norr om huvudstaden Brasília. Antalet invånare är 42 600.
Följande samhällen finns i Araioses:
- Araioses

Omgivningarna runt Araioses är huvudsakligen savann. Runt Araioses är det glesbefolkat, med 19 invånare per kvadratkilometer.